# جراند بريكس ألانيا 2018
جراند بريكس ألانيا 2018 (بالإنجليزية: 2018 Grand Prix Alanya)‏ هو سباق دراجات هوائية، وهو الموسم رقم 1 من السباق، وأقيم في 18 فبراير 2018، وامتدّ لمسافة 175 كيلومتر، وهو أحد سباقات طواف أوروبا للدراجات 2018، وهو من نوع 1.2، وقد شارك في السباق 131 متسابقاً ووصل إلى نهايته 108 متسابقاً.
فاز فيه بالمركز الأول كيريل بوزدنياكوف، وبالمركز الثاني أونور بلقان، وبالمركز الثالث Ivan Balykin ‏.

## الفائزون
| الترتيب | الفائز           |
| ------- | ---------------- |
| الفائز  | كيريل بوزدنياكوف |
| الثاني  | أونور بلقان      |
| الثالث  | Ivan Balykin ‏    |

## وصلات خارجية
- لمحة عن سباق جراند بريكس ألانيا 2018 على موقع  ProCyclingStats   (برو  سايكلنج  ستاتس) - إحصاءات  محترفي  الدراجات.

- جراند بريكس ألانيا 2018 على موقع إحصائيات الدراجات الإحترافية (الإنجليزية)